# گونسالو کاردوسو
گونسالو کاردوسو (انگلیسی: Gonçalo Cardoso؛ زادهٔ ۲۱ اکتبر ۲۰۰۰) بازیکن فوتبال اهل پرتغال است.
از باشگاه‌هایی که در آن بازی کرده‌است می‌توان به باشگاه فوتبال رئال بتیس اشاره کرد.
وی همچنین در تیم‌های ملی فوتبال زیر ۱۹ سال پرتغال و زیر ۲۰ سال پرتغال بازی کرده‌است.

## دوران باشگاهی

### بوآویشتا
در ۷ اکتبر ۲۰۱۸، کاردوسو اولین بازی حرفه‌ای خود را با باشگاه فوتبال بوآویشتا در بازی ۲۰۱۸–۲۰۱۹ لیگ برتر فوتبال پرتغال مقابل باشگاه فوتبال دسپورتیوو داس آوس انجام داد که این بازی خانگی با پیروزی ۱–۰ تمام شد.

### وستهام
در اوت ۲۰۱۹، او با مبلغی نامشخص با قراردادی ۵ ساله به باشگاه فوتبال وستهام یونایتد پیوست.

#### بازل (قرضی)
در ۳۰ ژانویه ۲۰۲۱، کاردوسو با یک قرارداد قرضی ۱۸ ماهه با گزینه خرید، با تیم سوپر لیگ فوتبال سوئیس، باشگاه فوتبال بازل قرارداد امضا کرد.

#### رئال بتیس (قرضی)
در ۲۰ ژانویه ۲۰۲۲، کاردوسو، با قرارداد قرضی جدیدی به باشگاه فوتبال رئال بتیس پیوست که به تیم بی این باشگاه فرستاده شد.